# CREF
CREF (Colegios Reunidos de Educación Física) es un club deportivo de Madrid, España, fundado en 1960 por el Movimiento Nacional Sección Femenina bajo el nombre de CREFF Madrid y mayormente conocido por su sección de baloncesto femenino. 
CREFF dominó los primeros años de la Liga española, ganando siete títulos entre 1964 y 1971, y representó a España en la Copa de Europa femenina con modestos resultados. Por aquel entonces el equipo era considerado como la Sección de Baloncesto femenino del Real Madrid Club de Fútbol, disputando sus encuentros en el antiguo Pabellón de la extinta Ciudad Deportiva del club, antes de los encuentros de la sección masculina. Raimundo Saporta intentó convencer al presidente Santiago Bernabéu para formalizar las gestiones para que así de manera oficializada pasase a ser sección del club a todos los efectos, pero finalmente no se concretó, por lo que siguió de manera oficiosa como equipo madridista femenino hasta los años ochenta.
Después de que el Movimiento Nacional fuese desmantelado en 1977 el equipo no pudo encontrar un patrocinador y desapareció tres años después. En 1990 fue refundado como Deportivo CREF, también conocido como CREF ¡HOLA! por motivos de patrocinio, y ya sin vinculación al Real Madrid Club de Fútbol. 
En su nueva etapa llegó a jugar la Liga Femenina 2, segunda categoría del baloncesto español, aunque su principal función hoy día es la de formar a jóvenes promesas, siendo una de las canteras más prominentes de Madrid junto con la del Club Baloncesto Estudiantes y el Real Canoe Natación Club.
En la temporada 2014/2015 se proclamó campeón de la Liga Femenina 2 y consiguió el ascenso a la Liga femenina 35 años después, permaneciendo 2 temporadas.

## Palmarés
- 7 Ligas femeninas: 1964, 1965, 1967, 1968, 1969, 1970, 1971

- 4 Copas de la Reina: 1962, 1963, 1972, 1974
  - 2 Subcampeonatos: 1961, 1975